# Kirche Großpostwitz

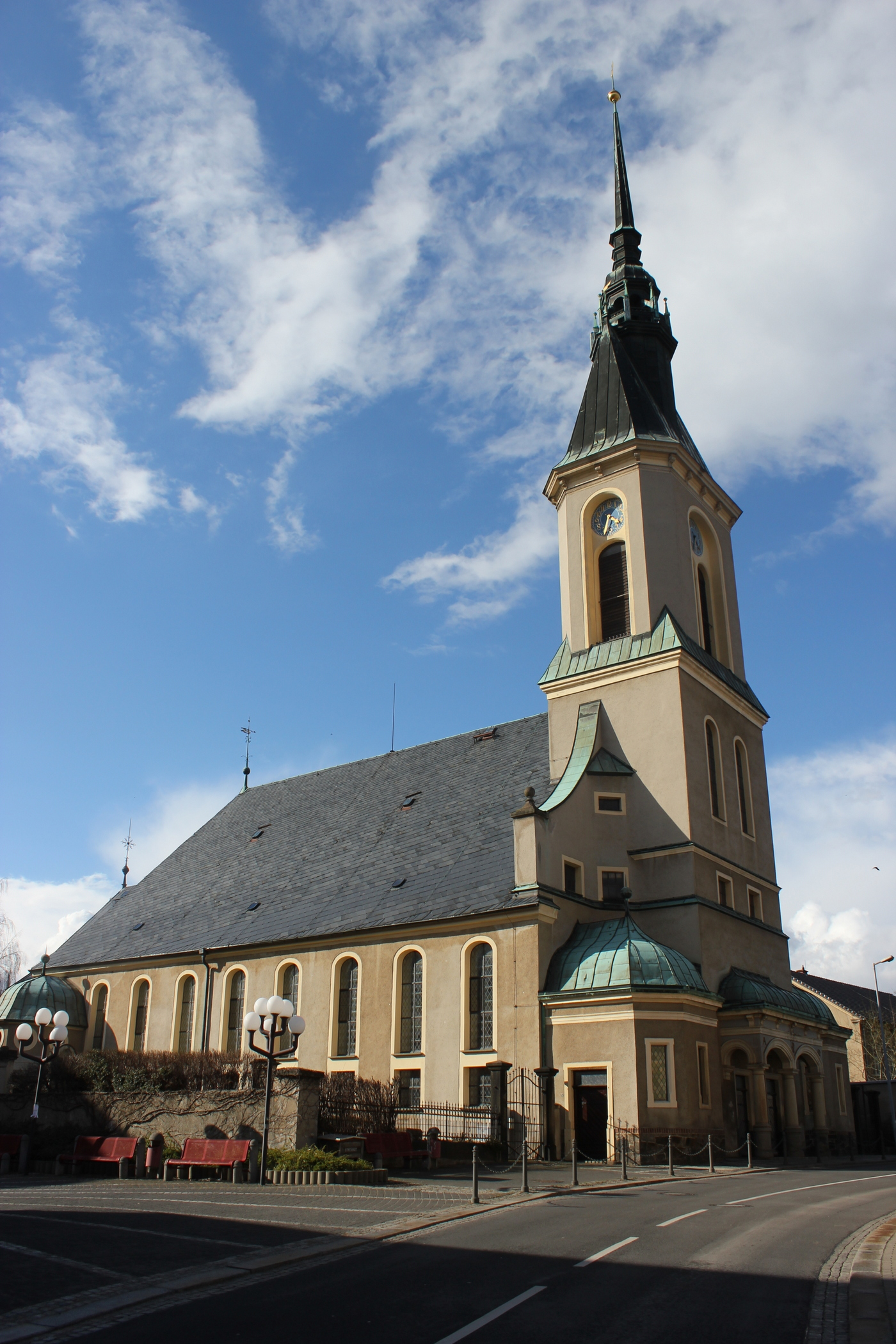
Kirche Großpostwitz

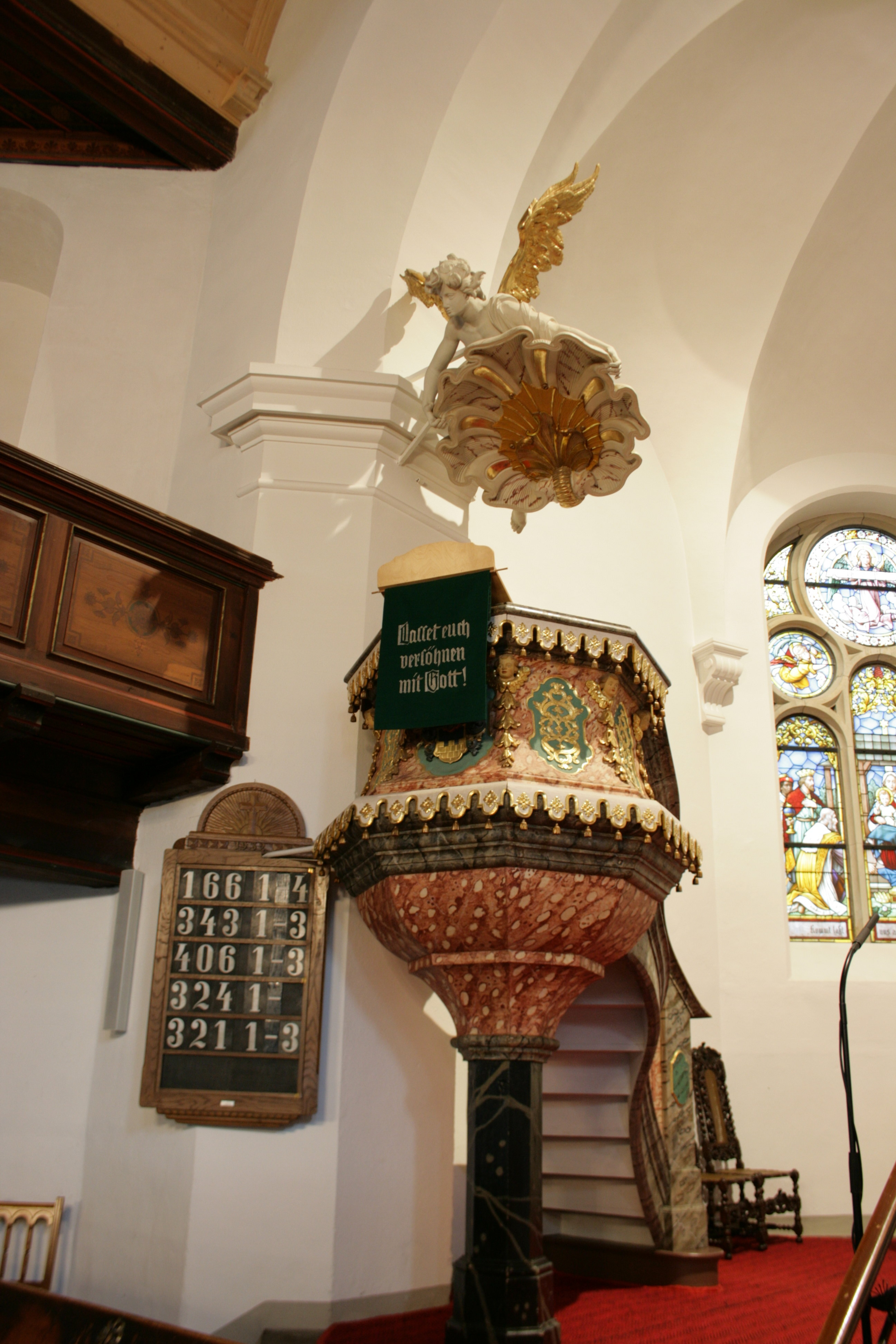
Kanzel

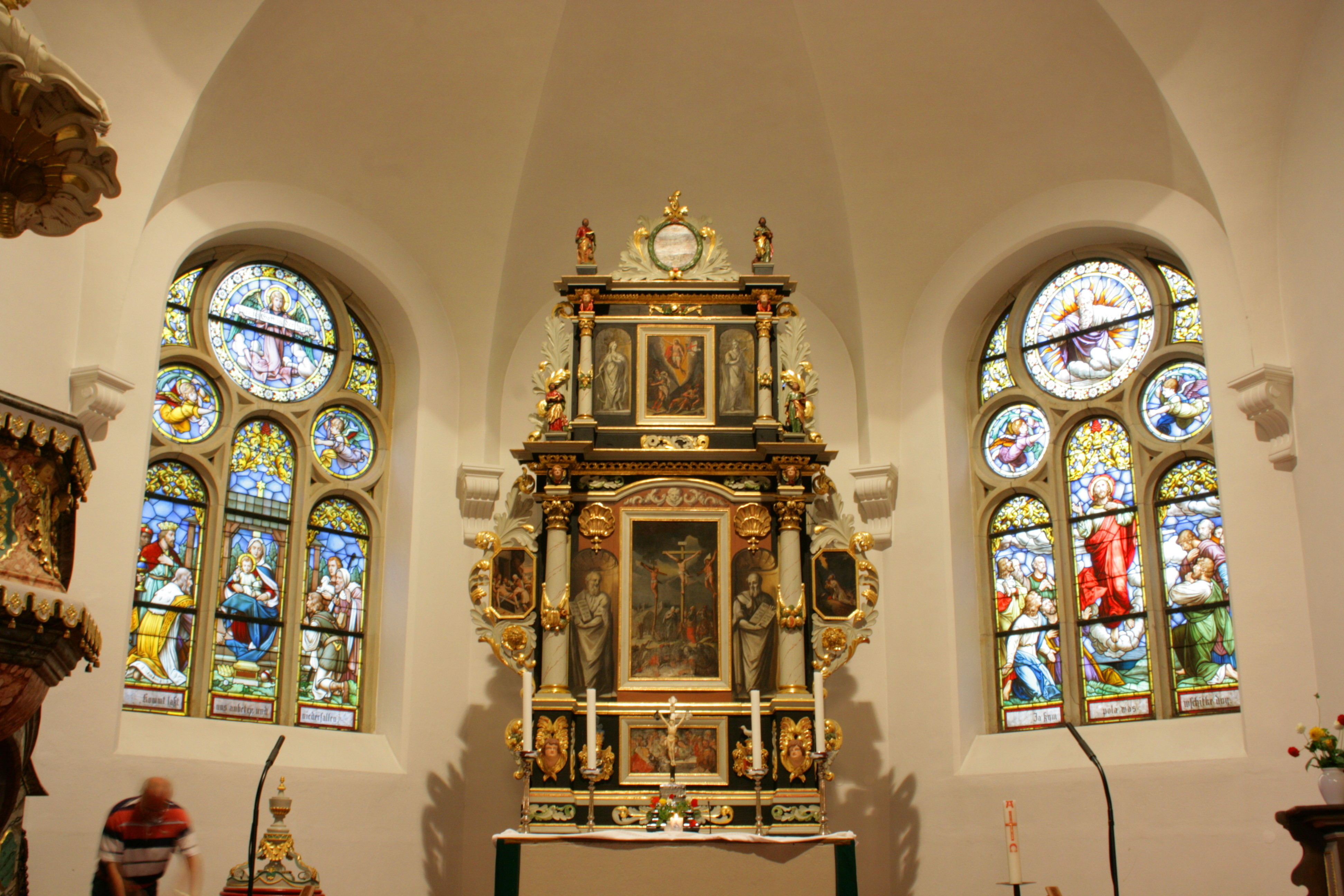
Altarraum

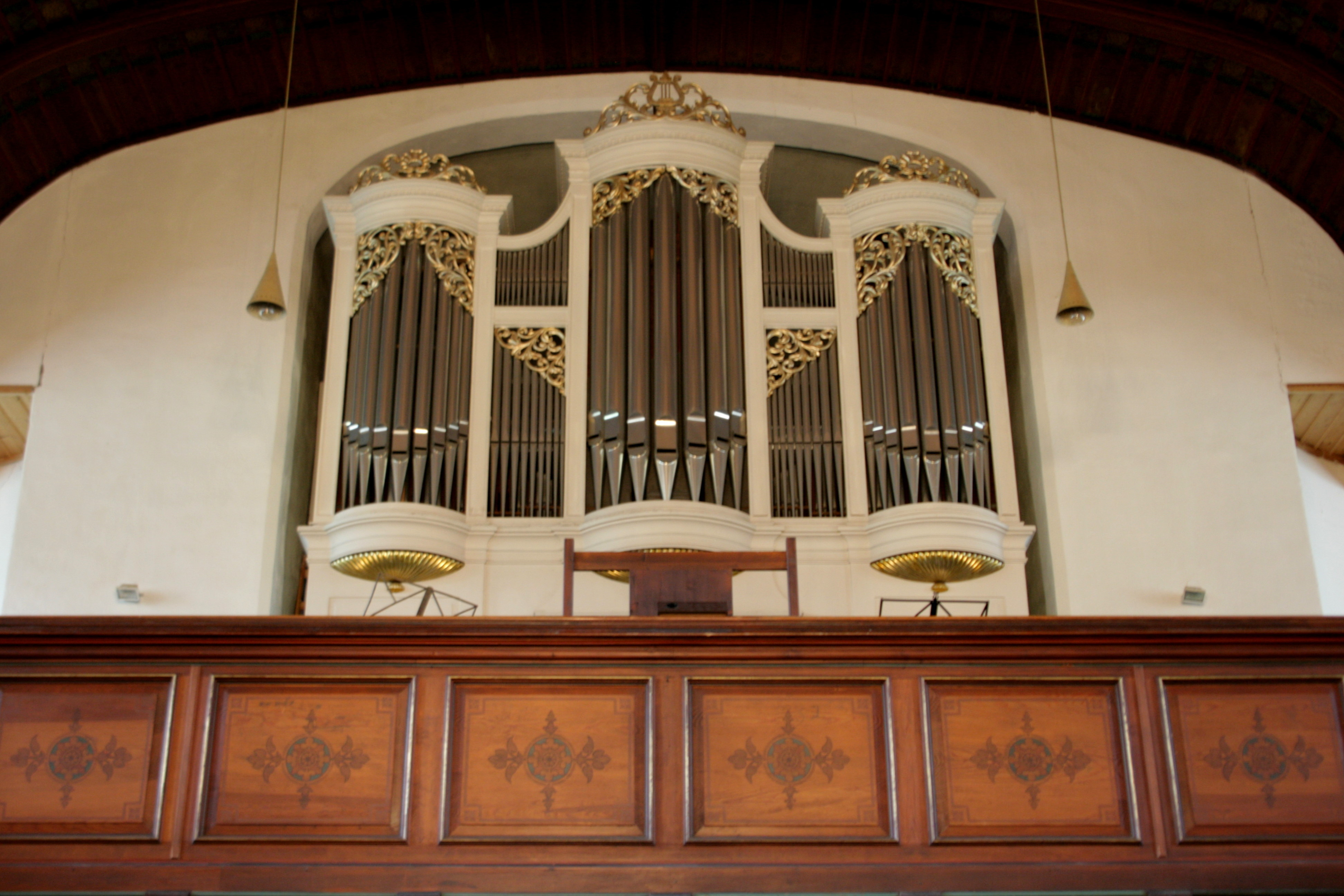
Orgel

Die evangelische Kirche Großpostwitz ist eine neobarocke Saalkirche in Großpostwitz im Landkreis Bautzen in Sachsen. Sie gehört zur Kirchengemeinde Großpostwitz im Kirchenbezirk Bautzen-Kamenz der Evangelisch-Lutherischen Landeskirche Sachsens.

## Geschichte und Architektur
Die ortsbildprägende neubarocke Saalkirche wurde 1893 nach Plänen von Theodor Quentin unter Verwendung von Teilen des Vorgängerbauwerks (Turm und Längswände) erbaut. Eine Restaurierung wurde 1977/78 durchgeführt.
Das Bauwerk ist ein Putzbau auf Bruchsteinsockel mit Rundbogenfenstern und hohem Satteldach. Der eingezogene, von Strebepfeilern umstellte Chor ist mit Dreiachtelschluss und verschiedenen Anbauten mit Mansarddach versehen. Die Westseite wird vom hohen querrechteckigen Turm mit seitlichen Anschwüngen, Glockengeschoss mit hohem Fußwalm und abgeschrägten Ecken und einem steilen Walmdach mit schmalem hohem Dachreiter bestimmt. Eine zentrale offene Vorhalle mit Arkatur und geschweiftem Pultdach vermittelt zum Eingang, seitlich davon sind polygonale Vorbauten mit geschweifter Haube angeordnet.
Der weiträumige Innenraum wird durch die dunkle korbbogige Holzdecke mit teils floraler Bemalung beherrscht und ist mit einer entsprechend gestalteten eingeschossigen Empore an den Seiten und dem Gestühl ausgestattet. Der Triumphbogen und ein Geländer mit filigranen Blumenmotiven führen zum erhöhten Chor, der von drei Farbglasfenstern mit Darstellungen der Anbetung der Hirten und der Könige sowie Christi Himmelfahrt und Christus als Guter Hirte mit der Jahreszahl 1896 erhellt wird.

## Ausstattung
Das Hauptstück der Ausstattung ist ein aufwändiger, farbig gefasster und vergoldeter Barockaltar aus Holz, der 1688 von dem Tischler Joachim Stöckel und dem Maler Sigismund Heinrich Kauderbach geschaffen wurde. Die Predella zeigt ein Abendmahlsbild, die Postamente der Säulen sind mit Cherubinen versehen. Die Haupttafel ist mit einer Kreuzigungsdarstellung und gemalten Nischenfiguren von Moses und Jesaja gestaltet, zwischen den Säulen mit reichen Kompositkapitellen. In den seitlichen Anschwüngen mit kräftigem Rankenwerk ist links eine Darstellung der Grablegung und rechts eine von Christus im Ölberg angeordnet. Im Auszug sind zwischen ähnlichen Säulen Gemälde mit der Auferstehung sowie gemalte Nischenfiguren von Fides und Spes zu sehen, seitlich und auf dem Abschlussgesims je zwei Evangelisten, auf dem Abschluss eine Darstellung des Pfingstwunders.
Die reich geschmückte, farbig gefasste Holzkanzel stammt aus der Zeit um 1720, der achteckige Korb ist mit Pinienzapfen sowie goldenen Blattgehängen und Ornamenten geschmückt, das Brüstungs- und Fußgesims mit Lambrequins. Der muschelförmige Schalldeckel wird von einem schwebenden Engel gehalten.
Die farbig gefasste Taufe mit birnenförmiger Kuppa und aufwändigem Deckel stammt vom Ende des 18. Jahrhunderts, eine schlanke kelchförmige Granittaufe mit verschiedenen floralen Motiven aus dem 17. Jahrhundert. Das farbig gefasste hölzerne Lesepult wurde um 1688 ursprünglich als Kanzelkorb gestaltet und 1760 verändert, die Brüstungsfelder sind mit Engelköpfen und Ranken geschmückt.
Die Orgel ist ein Werk von Urban Kreutzbach aus dem Jahr 1857 mit 32 Registern auf zwei Manualen und Pedal, das 1893 durch Eduard Berger in die erneuerte Kirche umgesetzt wurde.
In der Turmhalle ist das Grabmal für Michael Frentzel († 1706) und seine Frau Anna Maria Frentzel († 1715) zu finden; zwei Engel mit Kelch und Bibel halten ein in der Mitte geteiltes Tuch mit Inschrift, in den unteren Ecken sind Sanduhr und Totenschädel dargestellt. Das Grabmal des Johann Böhmer sen. († 1742) zeigt zwischen zwei Schmuckkartuschen mit Inschrift eine hohe, von Engeln getragene Palme mit Krone, unten einen Kirchhof mit Kelch und Schädeln, aus denen Palmen wachsen, oben Wolken mit Palmen und ein von Engeln umgebenes Strahlendreieck.